# Bellamya crawshayi
Bellamya crawshayi е вид охлюв от семейство Viviparidae. Видът е застрашен от изчезване.

## Разпространение и местообитание
Разпространен е в Демократична република Конго и Замбия.
Обитава пясъчните дъна на сладководни басейни.

## Описание
Популацията на вида е стабилна.